# Stylidium yilgarnense
Stylidium yilgarnense este o specie de plante dicotiledonate din genul Stylidium, familia Stylidiaceae, ordinul Asterales, descrisă de Ernst Georg Pritzel. Conform Catalogue of Life specia Stylidium yilgarnense nu are subspecii cunoscute.